# Сражение при Цзисянгуане
Сражение при Цзисянгуане (кит. 集贤关之战) — одно из сражений во время тайпинского восстания, произошедшее в конце мая — начале июня 1861 года в китайской провинции Аньхой севернее Аньцина.
После неудачи Второго западного похода тайпинский полководец Чэнь Юйчэн пытался в апреле 1861 года деблокировать Аньцин, осаждённый цинской армией. На помощь ему из Нанкина было отправлено подкрепление численностью более 20 000 человек под командованием Хун Женьганя и Линь Шаочжана. Хотя прибытие подкрепления подняло боевой дух тайпинов, но так как его солдаты были неопытными новобранцами, то они были поочерёдно разбиты  при Тунчэне цинскими генералами Дуолонгой  и Ли Сюи, атаковавшими с четырёх направлений, и бежали, почти не сражаясь. 
Чэнь Юйчэн оказался в ситуации, когда его атаковали как с фронта, так и с тыла, и ему было трудно спасти Аньцин. Он решил оставить генерала Лю Сюаньлиня с четырьмя тысячами ветеранов для защиты хребта Чиганг или Чиганлин (к северу от перевала Цзисянь или Цзисянгуань 30°39′ с. ш. 117°00′ в. д.), более известный как Чэньцзялин; сейчас северный пригород Аньцина), а сам повёл свои основные силы на север к Тунчэну, намереваясь объединиться с Хун Жэньганем и Линь Шаочжаном для повторной атаки в направлении Аньцина. Кроме того, Чэнь Юйчэн оставил 8000 солдат за пределами перевала у северного берега озера Линху, чтобы охранять единственную оставшуюся линию сообщения по воде. На Чиганлине были устроены четыре больших укреплённых лагеря, которыми командовали генералы Лю Сюаньлинь, Ли Шифу, Чжу Конгтан и Цзя Жэньфу.
Цзэн Гоцюань, брат Цзэн Гофаня, командовавший осадой, считал, что лагерь тайпинов на Цзисянгуане представляет большую угрозу для цинского лагеря у северных ворот Аньцина, поэтому Цзэн Гофань немедленно сосредоточил свои силы и 20 мая 1861 года приказал Бао Чао и Чэн Дацзи атаковать лагеря на перевале.
Лю Сюаньлинь, полагаясь на свои сильные укрепления, дал отпор цинским войскам и отбил все атаки. Бао Чао, несмотря на тяжёлые потери, не смог закрепиться на Чиганлине и поэтому расставил артиллерию на позиции и стал обстреливать лагеря день и ночь. Чтобы уменьшить свои потери и выманить защитников, Цзэн Гофань пообещал тайпинским командирам щедрое жалованье. Ли Шифу, Чжу Конгтан и Цзя Жэньфу поверили и сдали свои части.

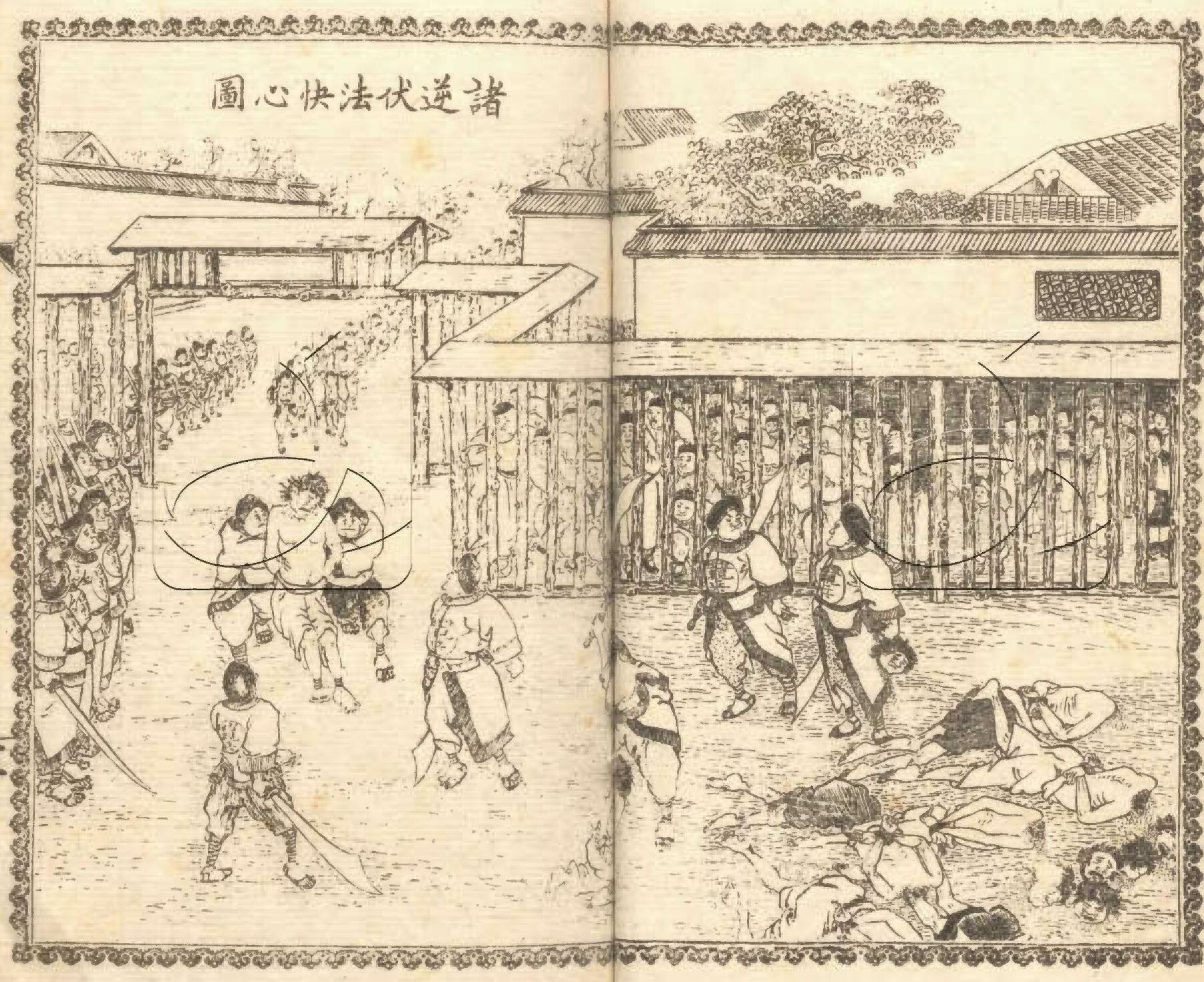
Казнь тайпинов

Лю Сюаньлинь отказался сдаться и в ночь на 9 июня повёл оставшихся 700 человек на прорыв, вырвался из окружённого Чиганлина, а затем направился в сторону Тунчэна, чтобы присоединиться к Чэнь Юйчэну.
Цзэн Гофань приказал кавалерии Бао Чао преследовать тайпинов, которая догнала отступающих у Лэншуйпу. Лю Сюаньлинь развернулся и вступил в бой, во время которого был захвачен в плен. Чтобы напугать защитников Аньцина, Цзэн Гофань приказал отвести Лю Сюаньлиня к воротам осаждённого города, у которых его публично расчленили.
Сразу после этого цинская армия атаковала лагерь тайпинов на северном берегу озера Линху. Защитники Линху не смогли дождаться возвращения Чэнь Юйчэна с подкреплением, и, когда у них закончилась еда, более 8000 человек сдались.
Цзэн Гофань не выполнил своего обещания помиловать: более 3000 защитников Чиганлина и более 8000 защитников Линху были обезглавлены.
Чэнь Юйчэн, прибывший в Тунчэн и присоединивший контингент Линь Шаочжана, двинул свои силы, составившие 30 000, обратно к перевалу Цзисянь, но Дуолонга блокировал его продвижение и заставил отказаться от попытки пробиться на юг.